# 南环路街道 (霍州市)
南环路街道，是中华人民共和国山西省临汾市霍州市下辖的一个乡镇级行政单位。

## 行政区划
南环路街道下辖以下地区：
南坛村、南庄村、红崖堡村、南沟村、赤峪村、龙口村、圣佛村和东湾村。